# Forêt en Flandre
La forêt flamande couvre approximativement 1 500 km2, ce qui représente 11 % de son territoire. 
On y trouve une petite majorité de feuillus. L'essence feuillue la plus courante est le Peuplier, devant le Chêne et le Hêtre commun. Les essences résineuses les plus fréquentes sont le Pin sylvestre - qui constitue à lui seul 28 % du volume sur pied - et le Pin noir. 
Les revenus liés à l'exploitation du bois par hectare de forêt sont faibles en comparaison des régions voisines, en particulier par rapport à la Wallonie, et à l'exception des Pays-Bas.
La Belgique fait partie des pays qui ont une forte tradition sylvicole, à l'instar, mais dans une moindre mesure, de la France, de l'Allemagne ou de la Suisse.
En Belgique, la gestion des forêts relève des compétences régionales. Il n'y a pas de politique forestière belge nationale.

## Sources
- Forest ans Forestry in European Union Countries, Forest Research Institute, Varsovie, 2006